# Hypena
Genre
Hypena est un genre de lépidoptères (papillons) nocturnes de la famille des Erebidae, de la sous-famille des Hypeninae.

## Liste des espèces
- Hypena abalienalis Walker, 1859.
- Hypena abjuralis Walker, 1859.
- Hypena abyssinalis Guénée, 1854.
- Hypena annulalis Grote, 1876.
- Hypena appalachiensis (Butler, 1987).
- Hypena atomaria (Smith, 1903).
- Hypena baltimoralis Guénée, 1854.
- Hypena bijugalis Walker, 1859.
- Hypena californica Behr, 1870.
- Hypena conscitalis Walker, 1866
- Hypena crassalis (Fabricius, 1787)
- Hypena deceptalis Walker, 1859.
- Hypena decorata J. B. Smith, 1884.
- Hypena degasalis Walker, 1859.
- Hypena edictalis Walker, 1859.
- Hypena euryzostra Turner, 1932
- Hypena gonospilalis Walker, 1866
- Hypena gypsospila Turner, 1903
- Hypena henloa (Smith, 1905).
- Hypena hoareae Holloway, 1977.
- Hypena humuli Harris, 1841.
- Hypena incognata Bethune-Baker, 1908
- Hypena isogona Meyrick, 1889
- Hypena labatalis Walker, 1859
- Hypena laceratalis Walker, [1859].
- Hypena lividalis (Hübner, 1796)
- Hypena madefactalis Guénée, 1854.
- Hypena manalis Walker, 1859.
- Hypena mandatalis Walker, 1859
- Hypena masurialis Guénée, 1854.
- Hypena minualis Guénée, 1854.
- Hypena modesta J. B. Smith, 1895.
- Hypena munitalis Mann, 1861
- Hypena obesalis Treitschke, 1828
- Hypena obsitalis (Hübner, 1813)
- Hypena opulenta (Christoph, 1877)
- Hypena orthographa Turner, 1932
- Hypena palpalis (Hübner, 1796)
- Hypena palparia Walker, 1861.
- Hypena pelodes Turner, 1932.
- Hypena porrectalis Fabricius, 1794.
- Hypena proboscidalis (Linnaeus, 1758) - Noctuelle à museau
- Hypena ramstadtii (Wyatt, 1967).
- Hypena rostralis (Linnaeus, 1758) - Toupet
- Hypena scabra Fabricius, 1798.
- Hypena simplex (Lucas, 1895)
- Hypena sordidula Grote, 1872.
- Hypena strigata (Fabricius)
- Hypena subvittalis Walker, 1866
- Hypena sylpha Butler, 1887.
- Hypena umbralis (Smith, 1884).
- Hypena variabilis Druce, 1890.
- Hypena vega (Smith, 1900).
- Hypena vetustalis Guénée, 1854.

## Espèces européennes
Selon Fauna Europaea (9 avril 2023) :
- Hypena crassalis
- Hypena lividalis
- Hypena masurialis
- Hypena munitalis
- Hypena obesalis
- Hypena obsitalis
- Hypena opulenta
- Hypena palpalis
- Hypena proboscidalis
- Hypena rostralis